# Linda Milo
Linda Milo (* 9. Juli 1960) ist eine ehemalige belgische Marathonläuferin.
1990 wurde sie Zweite beim Frankfurt-Marathon in 2:35:09 h, und im Jahr darauf wurde sie Zweite beim München-Marathon in 2:36:00 und Siegerin in Frankfurt in 2:35:11. 1992 gewann sie den Stockholm-Marathon, und 1993 wurde sie Zweite beim Reims-Marathon in 2:34:12. Denselben Platz belegte sie im darauffolgenden Jahr beim Sevilla-Marathon; danach wurde sie Dritte beim Paris-Marathon in 2:33:12 und Zweite in Reims in 2:33:25. 1995 wurde sie Zweite beim Hannover-Marathon und erzielte als Siegerin des Echternach-Marathons ihre persönliche Bestzeit von 2:33:05. 
1997 und 1998 gewann sie den Tahiti-Moorea-Marathon.